# Univerzitní centrum Telč
Univerzitní centrum Telč je výukové zařízení Masarykovy univerzity, které je umístěno v památkové rezervaci Telče. Kromě vysokoškolské výuky pro jednotlivé fakulty a další součásti univerzity centrum zabezpečuje různé konference a letní vzdělávací kurzy, umožňuje ubytování a nabízí služeb knihovny a informačního centra. Na nádvoří je provozována kavárna. Ředitelem centra je Mgr. Jaroslav Makovec, který v lednu 2018 nahradil Ing. Josefa Plucara.
Sídlí v budově bývalé jezuitské koleje, stojící na náměstí Jana Kypty naproti kostelu sv. Jakuba Staršího a přímo v sousedství telčského zámku na náměstí Zachariáše z Hradce. Jde o trojkřídlou dvoupatrovou budovu s vnitřním dvorem, který uzavírá kostel Jména Ježíš. Kolej je od roku 1973 chráněna jako kulturní památka, pro účely univerzitní výuky začala sloužit v roce 2002 a v roce 2011 byla kompletně rekonstruována.